# Tetraodon mbu

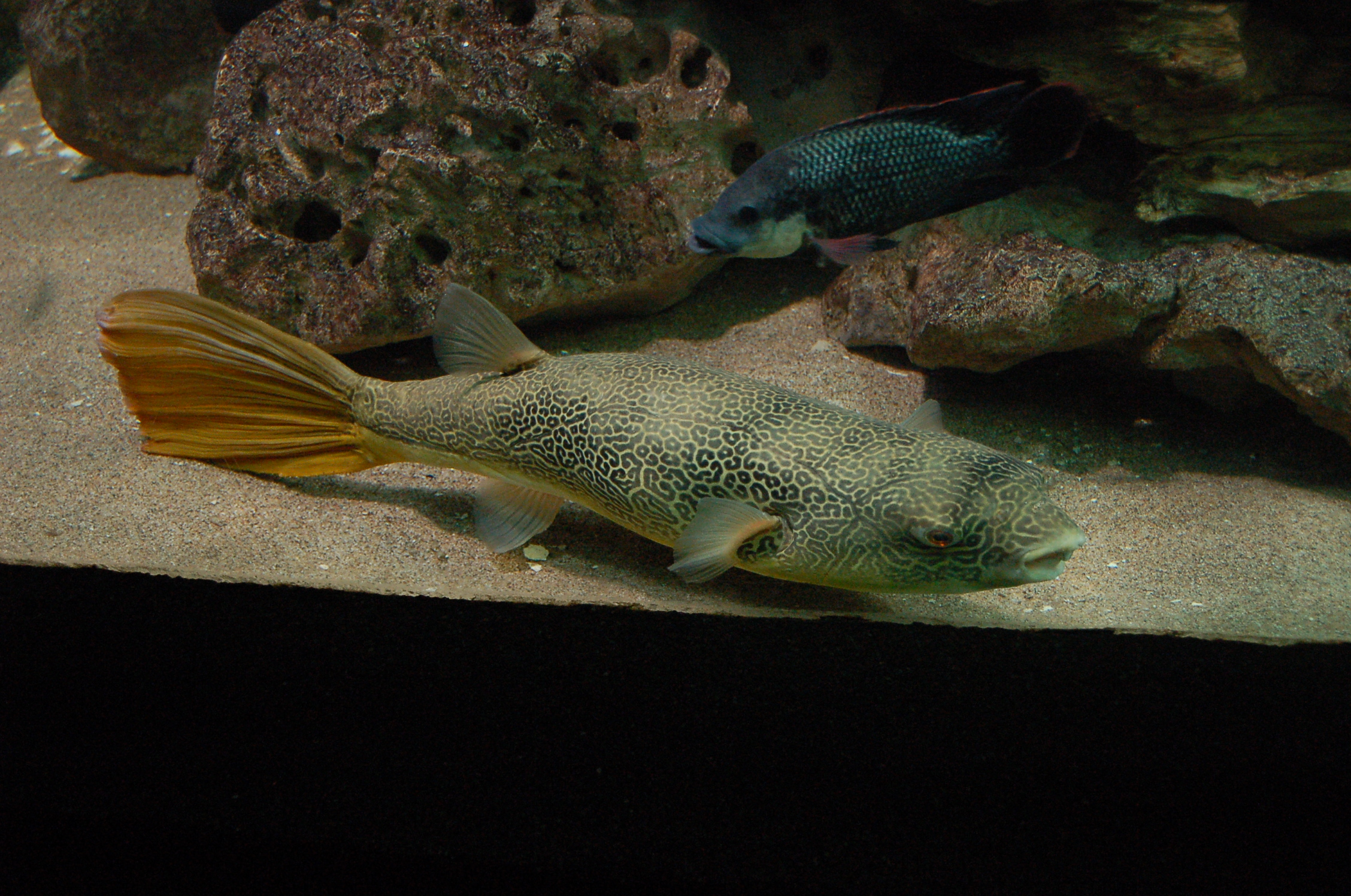
Un Tetraodon mbu en un aquari de París

Tetraodon mbu és una espècie de peix de la família dels tetraodòntids i de l'ordre dels tetraodontiformes.

## Morfologia
- Els mascles poden assolir 67 cm de longitud total.[1]

## Hàbitat
És un peix de clima tropical (24 °C-26 °C) i demersal.

## Distribució geogràfica
Es troba a Àfrica: conca del riu Congo i llac Tanganyika.

## Observacions
No es pot menjar, ja que és verinós per als humans.